# Петер Шлюттер
Петер Шлюттер (дан. Peter Schlütter, 25 листопада 1893 — 6 квітня 1959) — данський яхтсмен.
Срібний призер Олімпійських Ігор 1928 року в класі 6 метрів.